# Mauckport
Mauckport est une localité située dans le Heth Township, comté de Harrison, dans l’État de l’Indiana, aux États-Unis. Mauckport est bordé au nord par la rivière Ohio. Sa population était de 81 habitants au recensement de 2010.